# Rina Hidaka
Rina Hidaka (日高 里菜, Hidaka Rina), née le 15 juin 1994 dans la préfecture de Chiba, au Japon, est une actrice et seiyū japonaise.

## Biographie
Elle fait ses débuts en tant qu'actrice de doublage en 2008,. Le 1er janvier 2024, elle annonce son mariage avec son collègue comédien de doublage, Yuma Uchida.

## Filmographie
(mars 2025).
Le contenu est difficilement compréhensible vu les erreurs de traduction, qui sont peut-être dues à l'utilisation d'un logiciel de traduction automatique.

### Anime
2008
- Michiko to Hatchin : Michiko (jeune)
- xxxHolic: Kei : Kohane Tsuyuri

2009
- A Certain Magical Index : Last Order
- Nogizaka Haruka no himitsu: Purezza : Miu Fujinomiya

2010
- A Certain Magical Index II : Last Order
- Bakuman : Mina Azuki
- Katanagatari : Konayuki Itezora
- Major (6ème saison) : Sunday
- Mayoi Neko Overrun! : Honoka (ep 10)
- Que sa volonté soit faite : Lime (ep 7)

2011
- The Mystic Archives of Dantalian : Patricia Nash (ep 6)
- Merry Nightmare : Minato Kisaragi (ep 3)
- Voyage vers Agartha : Mana
- Ro-Kyu-Bu! : Airi Kashii
- Tiger & Bunny : Kaede Kaburagi

2012
- Accel World : Yuniko Kozuki
- Secret Service : Ririchiyo Shirakiin
- Moe Can Change! : Kanna Moegi
- Sword Art Online : Silica
- YuruYuri as Hanako Ōmuro
- Ano natsu de matteru : Rinon
- Sword Art Offline : Silica

2013
- Arpeggio of Blue Steel ~Ars Nova~ : I-400
- Bakuman. 3 : Mina Azuki
- Galactic Armored Fleet Majestic Prince : Anna, Mayu
- Galilei Donna : Hozuki Ferrari
- Ro-Kyu-Bu! SS : Airi Kashii
- Servant × Service : Kanon Momoi
- Strike the Blood : Nagisa Akatsuki
- Tamako Market as Anko Kitashirakawa
- Sword Art Online: Extra Edition : Silica

2014
- Black Bullet : Enju Aihara
- Captain Earth : Akari Yomatsuri
- Flag Story : Sakura
- Sword Art Online II : Silica

2015
- Ultimate Otaku Teacher : Kanan Chinami
- To Love-ru Darkness 2nd : Nemesis
- Food Wars! : Urara Kawashima, Yua Sasaki
- Rin-ne : Hanako-san
- The Rolling Girls : Yukina Kosaka
- YuruYuri San Hai! : Hanako Ōmuro

2016
- Netoge no yome wa onna no ko janai to omotta? : Ako Tamaki / Ako
- Gate : Au-delà de la porte : Sherry Tyueri
- Rilu Rilu Fairilu : Sumire
- Food Wars! Second service : Urara Kawashima, Yua Sasaki
- Pokémon Générations : Iris

2017
- Busō Shōjo Machiavellism : Warabi Hanasaka
- Senki Zesshō Symphogear AXZ : Prelati
- Dive!! : Miu Nomura
- Made in Abyss : Mio
- Classroom of the Elite : Arisu Sakayanagi
- Food Wars! Troisième service : Urara Kawashima, Yua Sasaki

2018
- The Ryuo's Work Is Never Done! : Ai Hinatsuru
- Food Wars! Troisième service (partie 2) : Urara Kawashima
- A Certain Magical Index III : Last Order
- Boarding School Juliet : Kochō Wan
- Sword Art Online: Alicization : Silica

2019
- Moi, quand je me réincarne en Slime : Milim Nava
- The Rising of the Shield Hero : Filo
- Hensuki: Are You Willing to Fall in Love with a Pervert, as Long as She's a Cutie? : Yuika Koga
- Kengan Ashura : Elena Robinson
- High School Prodigies Have It Easy Even in Another World : Ringo Ōhoshi
- Val × Love : Mutsumi Saotome
- Food Wars!: Quatrième service : Urara Kawashima

2020
- A Certain Scientific Railgun T : Last Order
- Isekai Quartet 2 : Filo
- Kaguya-sama: Love is War : Kobachi Osaragi
- DanMachi : Wiene
- Kuma Kuma Kuma Bear : Noire Foschurose
- Wandering Witch : Odoko

2021
- Les combattants seront déployés ! : Flaming Belial
- Komi cherche ses mots : Ren Yamai
- Shaman King : Pirika Usui
- Moi, quand je me réincarne en Slime Saison 2 : Milim Nava
- Tropical-Rouge! Precure : Laura / Cure La Mer
- Vivy -Fluorite Eye's Song- : Ophelia

2022
- Aharen-san wa Hakarenai as Eru Aharen
- Boruto : Osuka Kamakura
- Classroom of the Elite (saison 2) : Arisu Sakayanagi
- Kaguya-sama: Love Is War – Ultra Romantic : Kobachi Osaragi
- Komi cherche ses mots (saison 2) : Ren Yamai
- Love After World Domination : Haru Arisugawa
- My Stepmom's Daughter Is My Ex : Yume Irido
- Shikimori n'est pas juste mignonne : Hachimitsu
- The Eminence in Shadow : Claire Kagenô[4]
- The Rising of the Shield Hero 2 : Filo
- Tokyo 24th Ward : Kozue Shirakaba

2023
- Cheat Skill Level Up : Yuty[5]
- Kuma Kuma Kuma Bear Punch! : Noire Foschurose[6]
- Ragna Crimson (en) : Starlia Lese[7]
- Shangri-La Frontier : Emul[8]
- Shy : Keheheh[9]
- The Rising of the Shield Hero 3 : Filo
- The Vexations of a Shut-In Vampire Princess (en) : Gertrude[10]
- Tomo-chan est une fille ! : Misuzu Gundo[11]

2024
- Demon Slave : Naon Yuno[12]
- Classroom of the Elite 3ème saison : Arisu Sakayanagi
- Delico's Nursery as Uru Delico[13]
- 'Tis Time for "Torture," Princess : Mao Mao[14]
- Villainess Level 99 : Eleonora Hillrose[15]

2025
- Je veux t'aimer jusqu'à ta mort : Mimi Kagari[16]

### Films d'animation
2017
- Sword Art Online: Ordinal Scale : Silica[17]